# Funny Little Fears
Funny Little Fears (FUNNY little FEARS로 양식화됨)는 록 음악 밴드 모네스킨의 리드 보컬인 이탈리아의 싱어송라이터 다미아노 다비드의 솔로 데뷔 정규 음반으로, 2025년 5월 16일 소니 뮤직 이탈리아와 아리스타 레코드를 통해 발매되었다.
2024년 9월부터 2025년 2월 사이에 발매된 3개의 싱글인 "Silverlines", "Born with a Broken Heart", "Next Summer"에 이어 발매되었으며, "Zombie Lady"는 음반 발매와 같은 날 발매되었고 "The First Time"은 2025년 6월에 발매되었다. 가수 수키 워터하우스와 D4vd가 피처링 아티스트로 참여했다. Funny Little Fears를 홍보하기 위해 다비드는 2025년에 첫 솔로 콘서트 투어를 시작할 예정이다.
상업적으로 21개국의 음악 시장에 진출하여 벨기에 음반 차트에서 1위를 차지했다. 또한 프랑스, 오스트리아, 크로아티아, 네덜란드, 독일, 이탈리아, 헝가리, 폴란드, 스위스, 포르투갈, 스페인에서 10위권에 진입했다.

## 배경 및 구성
2024년, 다미아노 다비드는 2023년 연애 관계가 끝난 후 할리우드, 로스앤젤레스에서 70곡이 넘는 곡을 썼다고 밝혔다. 다비드 자신이 페라스, 라브린스, 노아 사이러스를 포함한 수많은 작곡가들과 함께 쓰고 작곡한 14곡으로 구성되어 있다. 록올과의 인터뷰에서 아티스트는 음반의 제작 및 작곡에 대해 다음과 같이 말했다.
"두려움은 항상 내 인생에서 엄청난 장애물이었고, 너무 부끄러워서 스스로를 고립시켰던 것이었다. 이러한 두려움을 아름다운 것으로 만들고, 음악을 만들고 사람들과 연결될 수 있는 추가적인 기회를 제공했다. [...] 여기서 필요성은 자신이 틀렸다는 강한 느낌, 자신을 읽고 고칠 수 없다는 느낌에서 비롯되었다. 음악은 종이에 생각을 던지는 것이고, 다시 읽을 때 나는 마치 제3자인 것처럼 모든 것을 더 명확하게 볼 수 있다. 내 뇌에 나 자신을 놓았을 때 그 이유와 두려움을 이해하는 방법이었다. 치료 효과가 있었다. [...] 모든 제작은 협업에서 비롯된다. 어떤 작품이 당신에게 말을 걸 때, 누군가가 당신의 이야기를 하고 있다는 느낌이 들 때 그것을 인식하는 것이 예술의 일부이다. 나에게 음악은 게임이며 다른 사람들과 협력하는 것은 부가 가치이다."

## 발매 및 홍보
"Silverlines"는 2024년 9월 27일 음반의 리드 싱글이자 다비드의 데뷔 솔로 곡으로 발매되었다. 라브린스가 프로듀싱한 이 곡은 노노 + 로드리고가 감독한 뮤직 비디오와 함께 발매되었다. 음반의 두 번째 싱글인 "Born with a Broken Heart"는 2024년 10월 25일 에린 모레노가 감독한 비디오와 함께 공개되었다. 세 번째 싱글인 "Next Summer"는 2025년 2월 28일에 발매되었으며, 그에 수반되는 뮤직 비디오에는 다비드가 이탈리아 감옥의 수감자로 출연한다.
다비드는 2025년 3월 11일 소셜 미디어에 Funny Little Fears를 발표했다. 그는 또한 음반 커버 아트워크와 트랙 목록을 공유했다. 2025년 5월 16일 소니 뮤직 이탈리아와 아리스타 레코드를 통해 발매될 예정이다. 디지털 형식과 콤팩트 디스크 및 장시간 음반 형식으로 발매될 예정이다. Funny Little Fears 홍보를 위해 다비드는 첫 솔로 콘서트 투어를 시작할 예정이다. 34개 날짜로 구성된 이 투어는 아시아, 호주, 유럽, 북미, 남미를 통과할 예정이다. 이 투어는 2025년 9월 11일 폴란드 바르샤바에서 시작하여 2025년 12월 16일 미국 실버스프링에서 마무리될 예정이다.

## 평가
| 평가 점수            | 평가 점수 |
| 출처                 | 점수      |
| -------------------- | --------- |
| DIY                  | [ 21 ]    |
| 케랑!                | [ 22 ]    |
| 뉴 뮤지컬 익스프레스 | [ 23 ]    |
| Rockol               | 7/10      |
| 아이리시 타임스      | [ 25 ]    |

국제 음악 평론가들로부터 대체로 긍정적인 평가를 받았으며, 특히 프로듀싱과 작사이 호평을 받았다.
케랑!은 "그것에 대해 잘못된 것은 없으며 FUNNY little FEARS에도 잘못된 것은 없지만, 그 성공은 기존 팬들이 이 재능 있는 아티스트만큼 자유로운 사고를 하는지에 달려있을 것"이라고 언급하며 음반에 5점 만점에 3점을 주었다. 긍정적인 평가에서 아이리시 타임스의 에드 파워는 "세상이 솔로 프로젝트를 간절히 원한 것은 아니었지만", "반짝이는 유로 비트가 가득한 아름답게 과장된 컬렉션"이며 다비드는 "모네스킨 2.0을 하고 있지 않다. 대신 그는 청취자를 팝 천국으로 데려가기 위해 전력을 다하고 있다"고 말했다.
이탈리아 음악 평론가들은 음반에 대해 엇갈린 평가를 내렸는데, 일부는 다비드의 팝 음악 방향을 지지했지만, 다른 일부는 프로듀싱과 작사를 비판했으며, 일부는 그를 "이탈리아의 해리 스타일스"라고 평가하기도 했다.

## 곡 목록
| #            | 제목                                    | 작사·작곡                                                  | 프로듀서                                        | 재생 시간 |
| ------------ | --------------------------------------- | ---------------------------------------------------------- | ----------------------------------------------- | --------- |
| 1.           | 〈Voices〉                              | 다미아노 다비드 클레오 타이 캐슬 새미 위테 존 힐           | 힐 위테                                         | 3:33      |
| 2.           | 〈Next Summer〉                         | 다비드 사라 허드슨 마크 시크 제이슨 에비건                 | J. 에비건 [p] 시크 [p]                          | 2:45      |
| 3.           | 〈Zombie Lady〉                         | 다비드 허드슨 시크 J. 에비건 타이                          | J. 에비건 [p] 시크 [p]                          | 3:09      |
| 4.           | 〈The Bruise〉 (피처링 수키 워터하우스) | J. 에비건 빅토리아 에비건 노아 사이러스 허드슨             | J. 에비건 [p] 시크 [v]                          | 3:35      |
| 5.           | 〈Sick of Myself〉                      | 다비드 잭슨 라우                                           | 라우 [p] 시크 [v]                               | 3:37      |
| 6.           | 〈Angel〉                               | 라일리 맥도너 코너 맥도너 라이언 데일리 라이언 휠러 다비드 | 데일리 C. 맥도너 데일리 R. 맥도너               | 2:42      |
| 7.           | 〈Tango〉                               | 다비드 허드슨 시크 J. 에비건                               | J. 에비건 [p] 시크 [v]                          | 3:12      |
| 8.           | 〈Born with a Broken Heart〉            | 다비드 허드슨 시크 J. 에비건                               | J. 에비건 [p] 시크 [v]                          | 3:28      |
| 9.           | 〈Tangerine〉 (피처링 d4vd)             | 다비드 에이미 앨런 존 라이언 위테 힐                       | 힐 위테                                         | 3:22      |
| 10.          | 〈Mars〉                                | 다비드 시크 J. 에비건 파블로 보우먼                        | J. 에비건 [p] 시크 [v]                          | 5:01      |
| 11.          | 〈The First Time〉                      | 다비드 허드슨 시크 J. 에비건 라우 C. 맥도너 R. 맥도너      | C. 맥도너 R. 맥도너 J. 에비건 [p] 시크 [p] 라우 | 3:39      |
| 12.          | 〈Perfect Life〉                        | 다비드 라우                                                | 라우 [p] 시크 [v]                               | 3:31      |
| 13.          | 〈Silverlines〉                         | 다비드 페라스 알카이시 라브린스 허드슨                     | 라브린스                                        | 3:17      |
| 14.          | 〈Solitude (No One Understands Me)〉    | 다비드 허드슨 시크 J. 에비건 라우 C. 맥도너 R. 맥도너      | J. 에비건 [p] 시크 [p] 라우 C. 맥도너 R. 맥도너 | 4:04      |
| 총 재생 시간 | 총 재생 시간                            | 총 재생 시간                                               | 총 재생 시간                                    | 48:42     |

| #   | 제목                     | 재생 시간 |
| --- | ------------------------ | --------- |
| 15. | 〈Voices〉 (뉴욕 라이브) |           |

참고
- ^[p] 는 메인 및 보컬 프로듀서를 의미한다.
- ^[v] 는 보컬 프로듀서를 의미한다.
- "Silverlines"는 음반의 바이닐 프레싱에 포함되지 않는다.[30]

## 참여 인원
음반의 라이너 노트에서 발췌한 크레딧.

### 음악가
- 다미아노 다비드 – 리드 보컬 (모든 트랙), 백 보컬 (트랙 1, 2, 5, 8, 9, 11, 12, 14)
- 토미 킹 – 피아노 (트랙 1, 2, 7, 8, 10, 11); 드럼, 키보드 (1)
- 롭 무스 – 현악기 (트랙 1, 2, 8, 10)
- 존 힐 – 드럼, 프로그래밍, 키보드, 어쿠스틱 기타 (트랙 1, 9); 드럼 프로그래밍 (9)
- 새미 위테 – 프로그래밍, 키보드 (트랙 1, 9); 피아노 (1)
- 클레오 타이 – 백 보컬 (트랙 1)
- 대니얼 에이지드 – 베이스 (트랙 1)
- 에반 잭슨 – 혼 (트랙 1)
- 제이슨 에비건 – 키보드, 일렉트릭 기타, 프로그래밍 (트랙 2–4, 7, 8, 10, 11, 14); 어쿠스틱 기타 (2–4, 7, 8, 10, 11), 백 보컬 (2, 4, 8, 11, 14), 드럼 (4, 14)
- 마크 시크 – 키보드, 일렉트릭 기타, 프로그래밍 (트랙 2, 3, 7, 8, 10, 11, 14); 어쿠스틱 기타 (2, 3, 7, 8, 10, 11), 백 보컬 (2, 8, 11, 14), 베이스 (14), 피아노 (14)
- 조이 워론커 – 드럼 (트랙 2, 7, 8, 10, 11)
- 저스틴 멜달-존슨 – 베이스 (트랙 2, 7, 8, 10, 11)
- 마이클 로메로 – 브라스 혼 (트랙 2, 8, 10)
- 사라 허드슨 – 백 보컬 (트랙 2, 8, 11, 14)
- 도브 캐머런 – 백 보컬 (트랙 3)
- 마이크 엘리존도 – 베이스 (트랙 4)
- 알나 호프마이어 – 백 보컬 (4)
- 잭슨 라우 – 백 보컬 (트랙 5, 11, 12); 드럼, 프로그래밍, 기타, 키보드 (5, 12); 피아노 (5, 14) 베이스 (12)
- 코너 맥도너 – 키보드 (트랙 6, 14); 드럼, 피아노, 기타, 추가 보컬 (6); 프로그래밍, 백 보컬 (11, 14)
- 라일리 맥도너 – 기타, 추가 보컬 (트랙 6); 백 보컬 (11, 14), 어쿠스틱 기타 (14)
- 라이언 데일리 – 드럼, 피아노, 키보드, 기타, 추가 보컬 (트랙 6)
- 라이언 윙클러 – 베이스 (트랙 6)
- 앤더스 모리드센 – 베이스, 일렉트릭 기타, 슬라이드 기타, 페달 스틸 (트랙 9)
- 그레이스 켈리 – 색소폰 (트랙 11)

### 기술
- 세르반 게네아 – 믹싱 (트랙 1, 2, 8)
- 미치 매카시 – 믹싱 (트랙 3, 7, 9, 11)
- 톰 엘름허스트 – 믹싱 (트랙 4, 10)
- 네이선 댄츨러 – 마스터링 (트랙 2–5, 7, 8, 10, 11, 14)
- 존 예스턴 – 엔지니어링 (트랙 1, 9)
- 새미 위테 – 엔지니어링 (트랙 1, 9)
- 잭슨 라우 – 엔지니어링 (트랙 2, 3, 7, 8, 10–12, 14)
- 제레미 해처 – 엔지니어링 (트랙 2, 3, 7, 8, 10, 11)
- 마크 시크 – 엔지니어링 (트랙 2–5, 7, 8, 10–12, 14)
- 제이슨 에비건 – 엔지니어링 (트랙 2–5, 7, 8, 10, 11, 14)
- 코너 맥도너 – 엔지니어링 (트랙 6, 11, 14)
- 라이언 데일리 – 엔지니어링 (트랙 6)
- 라일리 맥도너 – 엔지니어링 (트랙 6)
- 워커 스틸 – 엔지니어링 지원 (트랙 9)

### 비주얼
- 다미아노 다비드 – 크리에이티브 디렉션
- 파브리치오 페라구조 – 크리에이티브 디렉션
- 알레산드로 파브리치오 – 크리에이티브 디렉션
- 데이먼 베이커 – 사진
- 다비데 로시 도리아 – 커버 디자인, 후면 디자인
- 미셸 포텐자 – 스타일링
- 마르코 스테리 – 헤어스타일링

## 차트
| 차트 (2025)                      | 최고 순위 |
| -------------------------------- | --------- |
| 오스트레일리아 음반 (ARIA)       | 95        |
| 3                                |           |
| 1                                |           |
| 1                                |           |
| 크로아티아 국제 음반 (HDU)       | 10        |
| 5                                |           |
| 29                               |           |
| 2                                |           |
| 5                                |           |
| 그리스 음반 (IFPI)               | 51        |
| 5                                |           |
| 이탈리아 음반 (FIMI)             | 4         |
| 27                               |           |
| 일본 디지털 음반 (오리콘)        | 30        |
| 일본 록 음반 (오리콘)            | 4         |
| 일본 다운로드 음반 (빌보드 재팬) | 29        |
| 일본 톱 음반 판매 (빌보드 재팬)  | 28        |
| 리투아니아 음반 (AGATA)          | 16        |
| 노르웨이 음반 (VG-리스타)        | 34        |
| 3                                |           |
| 3                                |           |
| 13                               |           |
| 스페인 음반 (PROMUSICAE)         | 4         |
| 스웨덴 음반 (스베리예토프리스탄) | 48        |
| 2                                |           |
| 68                               |           |
| 미국 톱 음반 판매 (빌보드)       | 22        |

| 차트 (2025)           | 순위 |
| --------------------- | ---- |
| 일본 록 음반 (오리콘) | 18   |

## 발매 역사
| 지역      | 날짜            | 형식                     | 레이블                 | Ref.          |
| --------- | --------------- | ------------------------ | ---------------------- | ------------- |
| 여러 지역 | 2025년 5월 16일 | CD LP                    | 소니 이탈리아 아리스타 | [ 45 ] [ 46 ] |
| 여러 지역 | 2025년 5월 16일 | 디지털 다운로드 스트리밍 | 소니 이탈리아 아리스타 | [ 47 ]        |